# Umhlanga
 (octobre 2023).
Si vous disposez d'ouvrages ou d'articles de référence ou si vous connaissez des sites web de qualité traitant du thème abordé ici, merci de compléter l'article en donnant les références utiles à sa vérifiabilité et en les liant à la section « Notes et références ».
Umhlanga (écrit aussi uMhlanga depuis 2010) est une ville balnéaire située au nord de Durban en Afrique du Sud.
La ville est réputée pour ses hôtels de luxe, ses nombreux appartements résidentiels donnant directement sur l'océan Indien et pour ses deux quartiers d'affaires.